# 王健康
王健康（1955年10月—），山西沁源人，1971年9月参加工作，1985年加入中共。曾就读于西安公路学院，毕业后进入山西交通学校任教。1995年12月，任运城市交通局副局长；6年后升任运城市交通局局长。2009年9月，任运城市副市长，分管住建、交通等方面的工作。
2012年中共十八大召开前夕，他曾挂职数月成都龙泉驿区委副书记。之后又回到运城继续担任副市长，分管农业、发改、物价、商务、外事等工作。
2015年9月15日被免职。

## 个人生活
他的妻子为令计划的姐姐令狐路线，令狐路线出生于1954年，山西平陆人，曾就读于山西医科大学，毕业后到运城市医院、运城市中心医院工作。